# NGC 1120
NGC 1120 é uma galáxia elíptica (E-S0) localizada na direcção da constelação de Eridanus. Possui uma declinação de -14° 28' 13" e uma ascensão recta de 2 horas, 49 minutos e 04,0 segundos.
A galáxia NGC 1120 foi descoberta em 1886 por Frank Leavenworth.